# Trở về giữa yêu thương
Trở về giữa yêu thương (tên cũ: Ai rồi cũng già) là một bộ phim truyền hình được thực hiện bởi Trung tâm Phim truyền hình Việt Nam, Đài Truyền hình Việt Nam do Trịnh Lê Phong làm đạo diễn. Phim phát sóng vào lúc 21h00 từ thứ 2 đến thứ 6 hàng tuần bắt đầu từ ngày 16 tháng 12 năm 2020 và kết thúc vào ngày 16 tháng 4 năm 2021 trên kênh VTV1.
Bộ phim gồm 2 phần phát sóng liên tiếp với tổng số tập là 76.

## Nội dung
Trở về giữa yêu thương xoay quanh câu chuyện về gia đình ông Phương - giám đốc của một nhà xuất bản sau khi thôi việc về nhà với những biến cố xoay quanh các con cái của mình.

## Diễn viên

### Diễn viên chính
- Hoàng Dũng trong vai Ông Phương (phần 1)
- Trung Anh trong vai Ông Phương (phần 2)
- Việt Hoa trong vai Yến
- Phạm Anh Tuấn trong vai Toàn
- Hoa Thúy trong vai Thu
- Bá Anh trong vai Đức
- Minh Hằng trong vai Bà Sính (phần 1)
- Thanh Tú trong vai Bà Sính (phần 2)
- Bùi Minh Phương trong vai Bà Sương
- Minh Vượng trong vai Bà Vui

### Diễn viên phụ
- Phú Đôn trong vai Ông Hùng
- Phú Thăng trong vai Ông Công
- Phương Hạnh trong vai Bà Dung
- Thùy Liên trong vai Bà Hoạt
- An Ninh trong vai Ông Lễ
- Nguyễn Ngọc Huyền trong vai Hạnh
- Vương Trọng Trí trong vai Tuấn
- Nguyễn Lộc trong vai Phi
- Lý Chí Huy trong vai Khôi
- Hoàng Tùng trong vai Đỗ Trần
- Hoàng Huy trong vai Ông Nhân
- Anh Đào trong vai Vân
- Lâm Đức Anh trong vai Đồng nghiệp 1
- Văn Thiệp trong vai Đồng nghiệp 2
- Lan Anh trong vai Nga
- Nhật Quang trong vai Nam
- Hồng Quang trong vai Vũ
- Diễm Hương trong vai Xuân
- Hồng Hạnh trong vai Oanh
- Dũng Bino trong vai Tú
- Phan Thắng trong vai Chủ nợ
- Hoàng Du Ka trong vai Hà
- NSUT Thanh Dương trong vai Trung
- NSUT Hồ Phong trong vai ông Hoàng(sếp Toàn)
- Lưu Duy Khánh trong vai Khánh

Cùng một số diễn viên khác...

## Thay đổi diễn viên
Sau sự ra đi đột ngột của Hoàng Dũng - người diễn vai chính trong phim vào ngày 14 tháng 2 năm 2021, bộ phim Trở về giữa yêu thương kết thúc phần 1 ở tập 37 phát sóng vào thứ 2, ngày 22 tháng 2 năm 2021. Trong phần 2, người thay thế ông vào vai ông Phương là Trung Anh 
Cùng với đó, vai Bà Sính trong bộ phim cũng có sự thay đổi diễn viên. Nữ diễn viên Thanh Tú là người thay thế cho Minh Hằng để đảm nhiệm vai diễn này trong phần 2.